# Filialkirche Rosenau

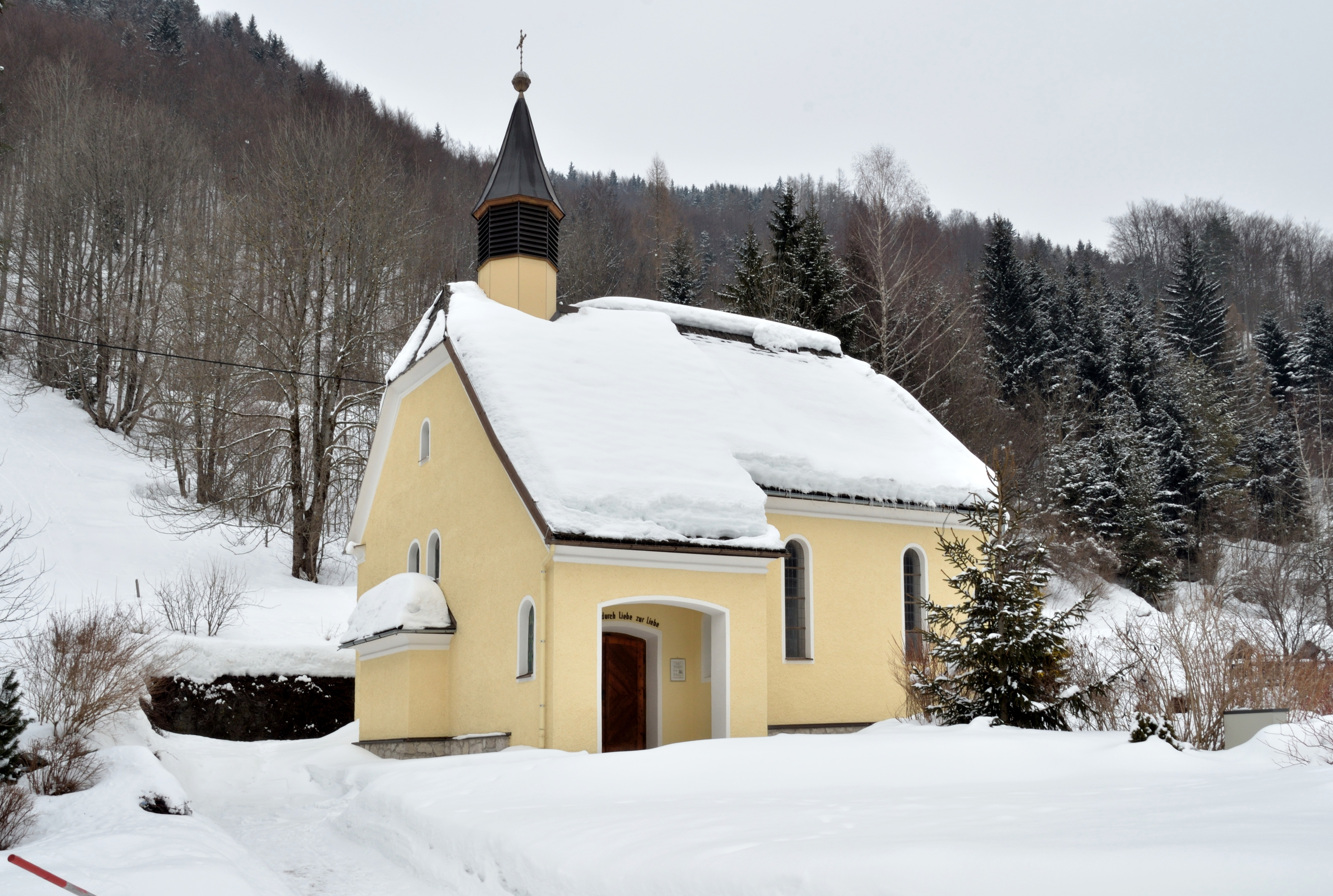
Filialkirche Rosenau am Hengstpaß

Die Filialkirche Rosenau steht in der Gemeinde Rosenau am Hengstpaß in Oberösterreich. Die römisch-katholische Filialkirche Heiliges Kreuz der Pfarrkirche Windischgarsten gehört zum Dekanat Windischgarsten in der Diözese Linz. Die Kirche steht unter Denkmalschutz.

## Geschichte
Im Zweiten Weltkrieg wurde die Kapelle Rosenau auf dem Gelände der Firma Danubius zwecks Werkerweiterung abgetragen. Nach dem Krieg wurde auf Initiative von Maria Rubchich durch Maurermeister Köberl 1949–1950 nach Plänen des Linzer Architekten Hans Foschum eine Kirche in Rosenau erbaut. Die Maurerwirtin Frau Schuster stellte den Grund zur Verfügung und finanziert wurde der Bau durch Spenden und Arbeitsleistungen der Rosenauer Bevölkerung; die Gemeinde, die Diözese Linz sowie die Firma Danubius beteiligten sich an den Kosten.
Am 15. August 1950 wurde die Kirche durch Bischof Franz Zauner geweiht.
Der Rokoko-Altar stammt aus der 2. Hälfte des 18. Jahrhunderts und ist eine Spende vom Stift Schlierbach. Eine Statue des hl. Antonius von Padua und eine Madonna mit Kind ließ die Kirchengemeinde im Grödner Tal herstellen.